# 영국의 제1야당
영국에서 제1야당은 국왕 (여왕) 폐하의 충성스러운 야당 (His (Her) Majesty's Most Loyal Opposition), 또는 공식 야당 (Official Opposition)이라고 부른다. 국왕 폐하의 정부에 반대 지위에 서 있는 대표 정당으로, 서민원(하원) 내에서 제2당을 차지한 동시에, 정부 내각을 구성할 수 있는 가장 큰 야당을 가리킨다. 2010년 총선 이래 영국의 제1야당은 노동당이며, 2020년부터 키어 스타머 대표가 이끌고 있다.
'국왕 폐하의 야당'이란 표현이 처음 만들어진 것은 1826년으로 거슬러 올라간다. 당시 영국 의회는 보수당-노동당으로 대표되는 지금의 양당체제를 이루기 전이었으며, 비록 휘그당과 토리당이라는 두 정당으로 양분되어 있기는 하나 일관적인 정치노선에 따른 정당보다는 이익과 이해관계, 파벌에 따라 나뉘는 경향이 강했다. 여야라는 이분적 개념이 크지 않던 그 시절, '국왕 폐하의 야당'이란 말도 회의 중에 던진 농담에서 비롯된 표현이었는데, 존 홉하우스가 서민원에 참석한 외무장관 조지 캐닝을 공격하던 와중에 "국왕 폐하의 장관분들께서 이분의 인품에 반하기가 어렵다고는 하오만, 그렇다고 국왕 폐하의 반대분들께서 이분의 행동을 따르기는 쉬운 줄 알겠소?"라 비꼰 것에서 비롯되었다.

## 상세
영국 하원의 회의 일정 대부분은 정부 관련 업무를 위한 것이지만, 각 회기마다 20일씩은 야당이 주도하는 토론일로 보장되어 있다. 전체 20일 중 17일은 제1야당 대표가, 3일은 제2야당 대표가 사용할 수 있다. 제2야당은 곧 원내 제3당으로, 영국 정치사에서 자유민주당이 이 위치에 해당됐지만 2015년 영국 총선부터는 스코틀랜드 국민당이 맡고 있다. 제1야당이라고 해서 공식적으로 의회의제를 설정하는 권한을 지니지는 않지만, 실제로는 정부와 야당 원내총무 간의 물밑 접촉 ('usual channels'라고 부른다)을 통한 절차로 어느정도 영향력을 행사할 수 있다.
한편 의원내각제인 만큼 영국의 제1야당 대표는 예비총리로 여겨지는 경우가 많다. 한 국회의원으로서의 급여 뿐만 아니라, 추밀원에 임명되는 등 내각장관 못지 않은 법정 급여와 특권을 따로 부여받기도 한다. 1915년 이후 제1야당 대표는 총리와 마찬가지로 하원 의원이 임명되고 있으며, 그 전에는 가끔씩 귀족원(상원) 의원이 맡는다거나, 전 야당을 대표하는 인물이 따로 없다거나 했다. 제1야당 대표를 지정하는 데 있어서도 별다른 논란이 벌어지지는 않다가, 1975년 장관 및 기타 급여법 제정에 따라 야당 대표의 지정에는 영국 하원 의장이 최종 결정하게 되었다.
현재 제1야당 대표직을 수행하고 있는 의원은 키어 스타머 노동당 대표로, 2020년 4월 4일 제레미 코빈 대표의 뒤를 이어 야당대표로 나섰다.

## 좌석
웨스트민스터 체제를 택한 나라라면 모두 동일한 방식이지만, 영국 의회에서의 여야 좌석은 의장석을 중심으로 오른쪽에 정부 측 의원과 지지 의원들이, 왼쪽에 야당 소속 의원들이 앉는다. 2020년 총선 이후로는 의장석 오른편에는 보수당 의원들이, 왼쪽 첫번째 벤치 앞쪽에는 노동당 의원들이 착석한다. 그 다음 두번째 벤치 앞쪽에는 제3당, 스코틀랜드 국민당 의원들이 앉게 된다. 뒤쪽 좌석은 자유민주당, 민주연합당, 플라이드 컴리, 사회민주노동당, 북아일랜드 연합당, 잉글랜드 웨일스 녹색당, 무소속 등 소수정당의 차지다.

## 같이 보기
- 영국의 제1야당 대표
- 그림자 내각
- 영국 정부